# Kankaissaari
Kankaissaari är en ö i Finland. Den ligger i sjön Pihlajavesi och i kommunen Nyslott i  landskapet Södra Savolax, i den sydöstra delen av landet, 270 km nordost om huvudstaden Helsingfors. Öns area är 1,51 kvadratkilometer och dess största längd är 1,9 kilometer i nord-sydlig riktning.